# Clamecy (Nièvre)
Clamecy [klamsi] ist eine französische Kleinstadt mit 3.597 Einwohnern (Stand 1. Januar 2022) im  Département Nièvre in der Region Bourgogne-Franche-Comté. Sie gehört zum Kanton Clamecy und Sitz (Unterpräfektur) des Arrondissements Clamecy.

## Geografie
Die Stadt liegt im Norden des Départements Nièvre, 40 Kilometer südlich von Auxerre und 70 Kilometer nördlich von Nevers, am Ufer des Flusses Yonne an der Einmündung des Beuvron. Der Stadtkern liegt auf einem schroffen Felsplateau über dem Fluss. Der Canal du Nivernais verläuft nahe der Stadt und verbindet die Städte Auxerre an der Yonne und Decize an der Loire. Der Kanal umgeht auf seinem Weg die Erhebung des Morvan, eines landwirtschaftlich geprägten und waldreichen Mittelgebirges.

## Geschichte
Die Stadt wurde bereits im Jahr 634 unter dem Namen Clamiciacus erwähnt. Im 14. Jahrhundert wurde Clamecy während des Hundertjährigen Krieges zerstört.
Clamecy erreichte vom 16. bis Anfang des 20. Jahrhunderts einen großen Wohlstand durch die Flößerei von Brennholz aus den Wäldern des Morvan in die Hauptstadt Paris. Hier war damals der große Umschlagplatz: in riesigen Auffangbecken wurden die im Morvan abgeholzten und auf der Yonne angeschwemmten Baumstämme aus dem Wasser gefischt und sortiert. Dann wurden sie zu großen Flößen zusammengestellt und nach Paris weiter transportiert. Der letzte Flößerzug verließ Clamecy im Jahr 1923.
Weitere Einzelheiten über die Holzflößerei am Canal du Nivernais siehe unter Brennholzflößerei vom Morvan nach Paris
Am 18. Juni 1940 erschossen deutsche Soldaten 43 französische Kriegsgefangene afrikanischer Herkunft (Tirailleurs sénégalais der französischen Armee), die in einem nahegelegenen Lager untergebracht waren, nachdem einer von ihnen angeblich gegenüber einem Offizier rebelliert hatte. Die Bevölkerung durfte die Leichen während mehrerer Tage nicht beerdigen. Ein Denkmal befindet sich an der Straße nach Surgy.

### Bevölkerungsentwicklung
| Jahr                       | 1962 | 1968 | 1975 | 1982 | 1990 | 1999 | 2006 | 2019 |
| -------------------------- | ---- | ---- | ---- | ---- | ---- | ---- | ---- | ---- |
| Einwohner                  | 5520 | 5741 | 5922 | 5590 | 5284 | 4806 | 4551 | 3590 |
| Quellen: Cassini und INSEE |      |      |      |      |      |      |      |      |

## Verkehr

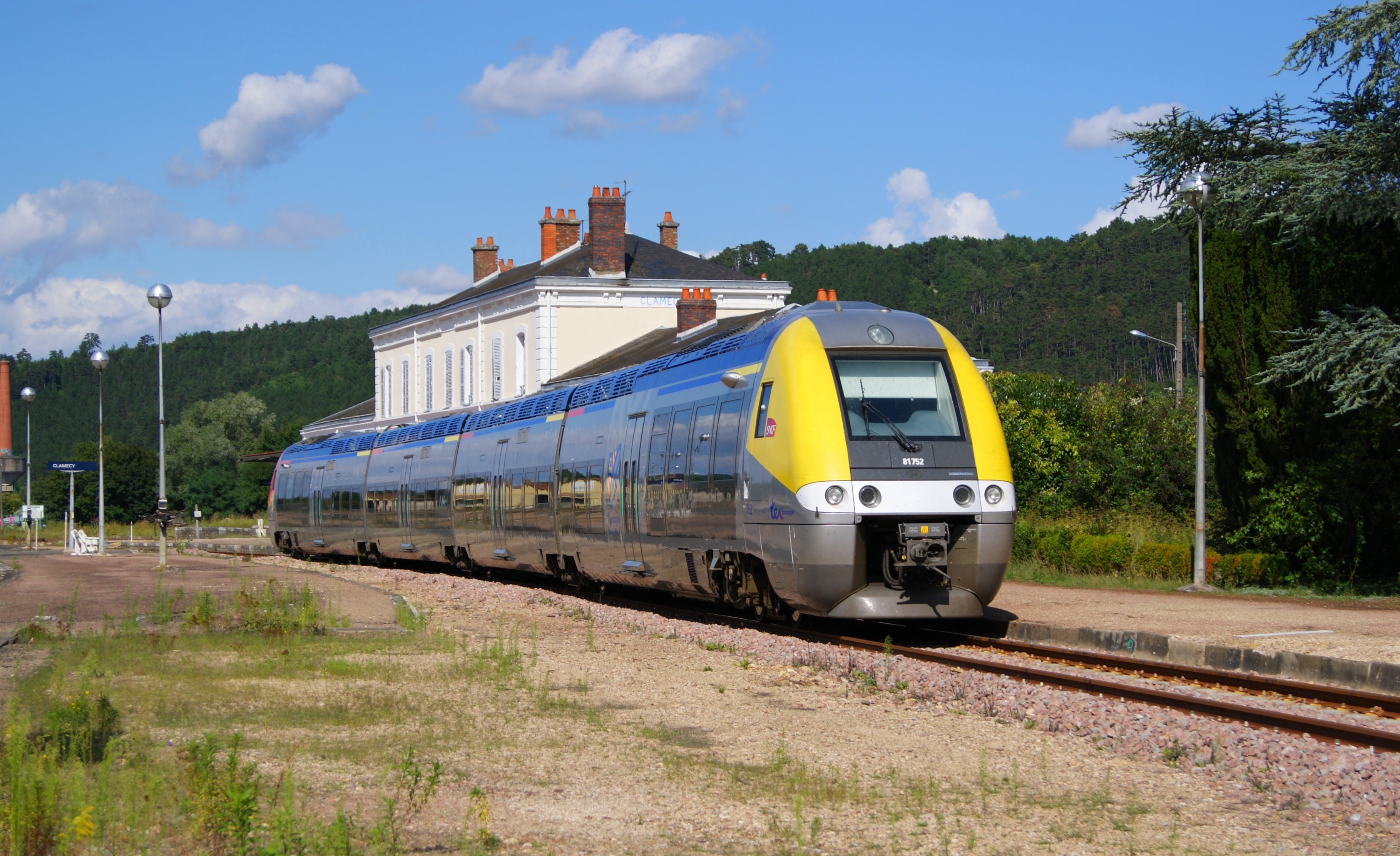
Dieseltriebzug im Bahnhof (2010)

Clamecy hat einen Bahnhof an der Bahnstrecke Laroche-Migennes–Cosne, deren Abschnitt Auxerre–Clamecy am 4. Juli 1870 von der Compagnie des chemins de fer de Paris à Lyon et à la Méditerranée (PLM) in Betrieb genommen wurde. 23 Jahre lang war er südlicher Endpunkt der Strecke; am 1. Juni 1893 wurde jene bis Cosne-sur-Loire verlängert. Der Personenverkehr zwischen Clamecy und Cosne wurde am 15. Mai 1938 bereits wieder eingestellt.
Aktuell wird der Bahnhof Clamecy durch Regionalverkehrszüge des TER Bourgogne-Franche-Comté bedient.

## Partnerstädte
- Gelnhausen, Hessen (Deutschland)
- Grandes-Piles, Provinz Québec (Kanada)

## Sehenswürdigkeiten
- Stiftskirche Saint-Martin und historische Altstadt
- Musée d’Art et d’Histoire Romain Rolland, Mehrspartenmuseum mit archäologischer, kunsthistorischer, kunsthandwerklicher und historischer Ausrichtung
- Holzflößer-Denkmal auf der Yonne-Brücke

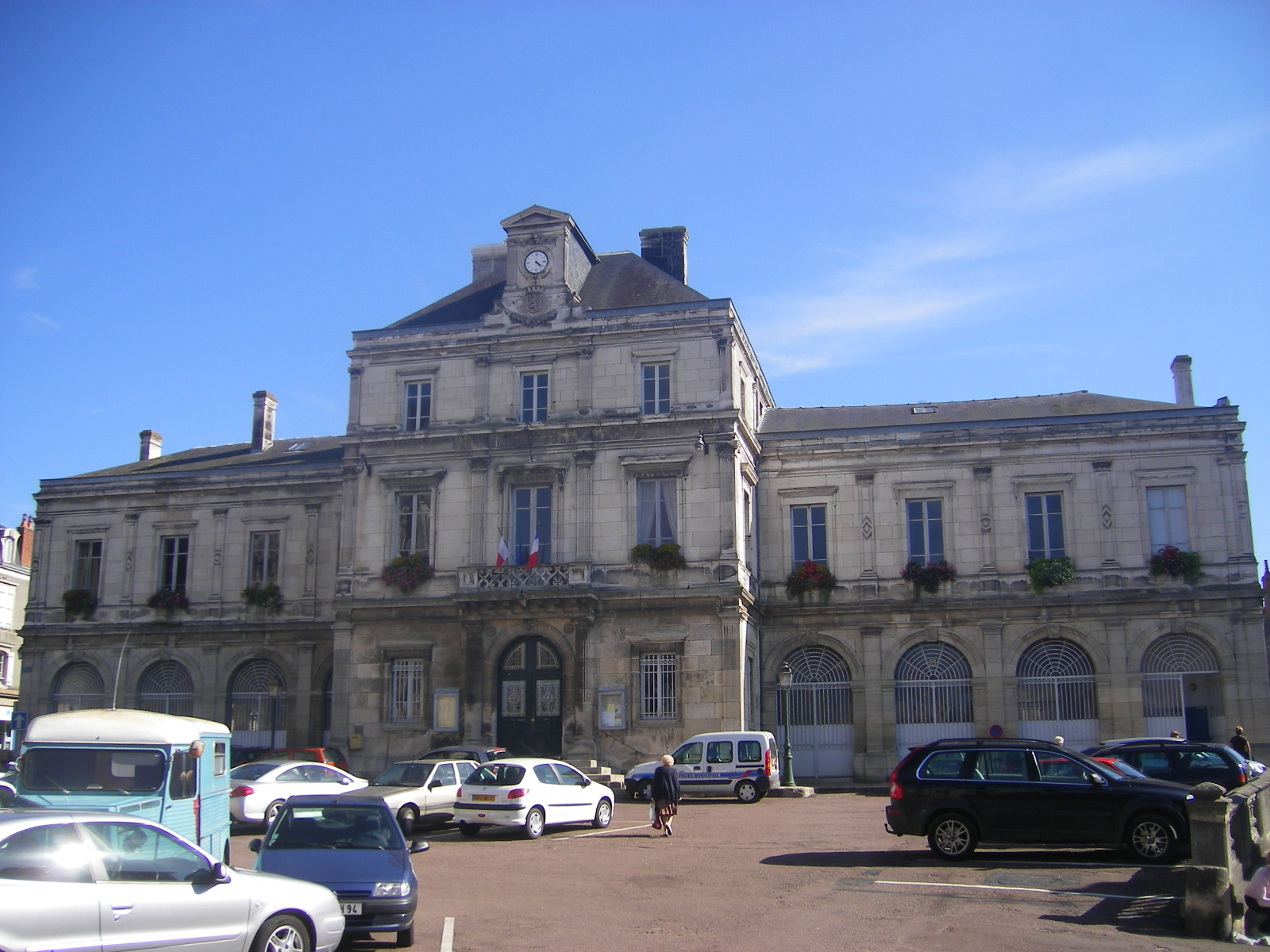
Rathaus (Hôtel de ville)
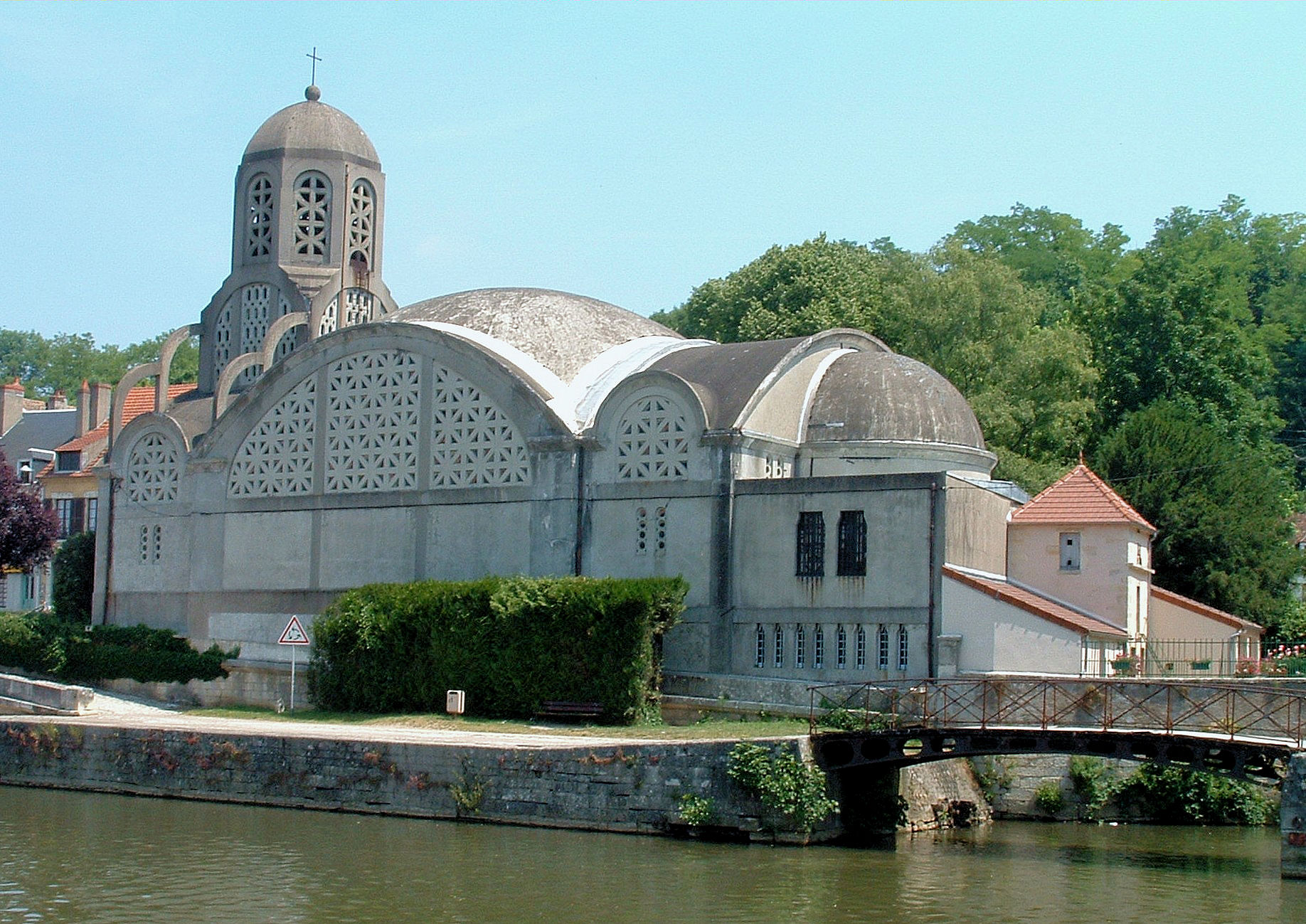
Kirche Notre-Dame-de-Bethleem
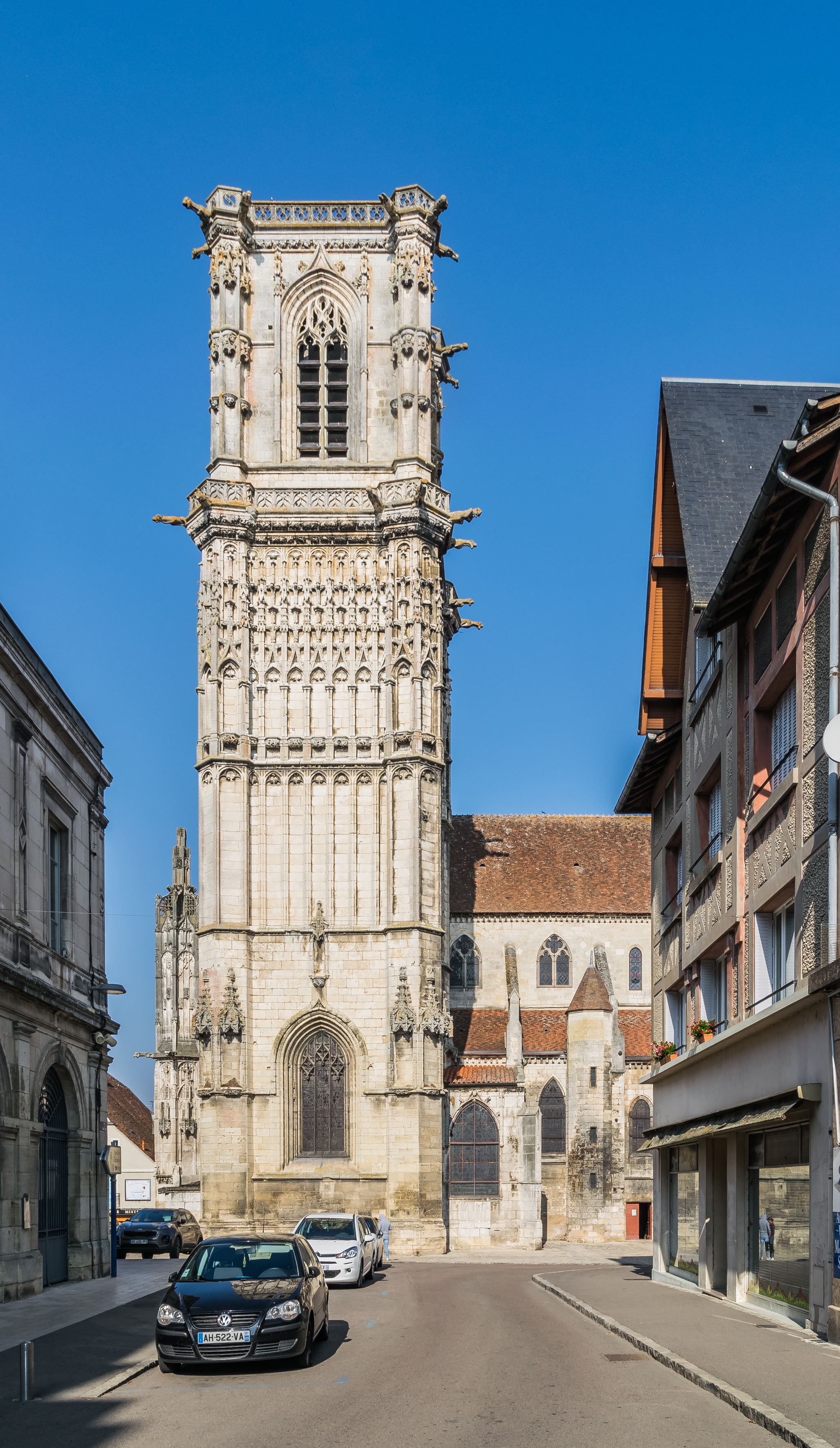
Stiftskirche St. Martin

## Persönlichkeiten
- Arnaud Montebourg (* 1962), Politiker und Abgeordneter der Nationalversammlung (PS)
- Romain Rolland (1866–1944), Schriftsteller und Nobelpreisträger
- Madeleine Rolland (1872–1960), Übersetzerin und Pazifistin
- Edouard Séguin (1812–1880), Arzt und Pädagoge
- Claude Tillier (1801–1844), Schriftsteller
- Alain Colas (1943–1978), Skipper